# My Makhzen and Me
My Makhzen and Me (em idioma árabe أنا ومخزني , Ana wa-Maẖzanī) é um documentário marroquino dirigido por Nadir Bouhmouch em 2012. O documentário foi o primeiro de seu tipo em Marrocos, uma crítica directa e sem precedentes do Makhzen marroquino que retratou a luta pela democracia juvenil do Movimento de 20 de fevereiro, e usou amplamente filmagens realizadas por activistas em telefones ou câmeras de vídeo caseiras que mostram violência policial em manifestações que ocorreram ao longo de 2011 e início de 2012. O documentário foi feito em árabe.

## Antecedentes
Os protestos em Marrocos em 2011-2012 foram uma série de manifestações populares neste país norte-africano onde as reivindicações de reformas políticas e sociais foram feitas no contexto dos grandes protestos que afectaram o mundo árabe e que começaram na Tunísia, em Dezembro de 2010. As manifestações foram organizadas pelo Movimento de 20 de fevereiro, quando milhares de pessoas realizaram uma marcha em doze cidades exigindo mais democracia.

## Sinopse

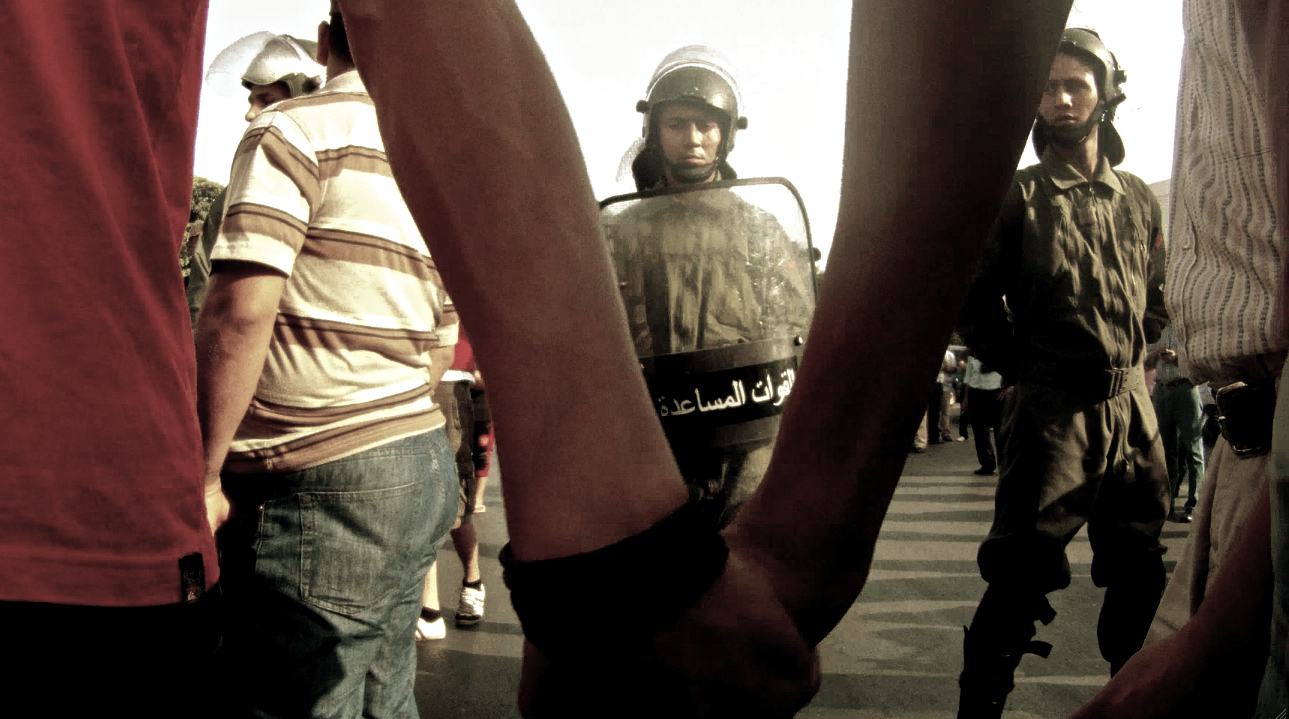
Cena do filme "My Makhzen and Me"

No verão de 2011, Nadir Bouhmouch, estudante marroquino no exterior, na Califórnia, retornou ao seu país de origem e o encontrou em estado de turbulência. Os levantamentos na Tunísia e no Egipto se espalharam para Marrocos. Organizado por um grupo de estudantes chamado de Movimento de 20 de fevereiro, as pessoas estavam inundando as ruas e exigindo uma mudança. Mas o Makhzen (a classe dominante) se recusou a comprometer-se. Dividido em várias sessões, o filme investiga o que inicialmente deu origem a essa revolta e aos diferentes obstáculos que o povo marroquino estava em sua luta pela democracia. O filme faz uso de várias entrevistas, mas foca-se principalmente em dois dos jovens activistas no dia 20 de fevereiro na capital marroquina Rabat.

## Produção
O documentário foi produzido clandestinamente sem permissão de filmagem, no qual o director Nadir Bouhmouch descreveu como "ato de desobediência civil" contra a instituição do Estado marroquino, o Centro Cinematográfico Marroquino (CCM); relativamente ao que eles percebem como leis restritivas e censura cinematográfica. A equipe do filme foi reduzida a um pequeno grupo de voluntários que tiveram pouca ou nenhuma experiência cinematográfica. Bouhmouch trabalhou em todos os aspectos do filme, excepto pela música que foi originalmente obra do director assistente Eric Long, e como resultado, o custo do filme foi inferior a US $ 200.

## Principais protagonistas
- Abdelfatah
- Youness Belghazi
- Montasser Drissi
- Selma Maarouf

## Censura
O filme foi censurado em Marrocos. Após a tentativa de projectá-lo no Festival de Cinema Étunants Voyageurs em Rabat, as autoridades marroquinas ameaçaram fechar todo o festival. Os organizadores do festival foram forçados a remover o documentário de seu programa. As projecções no interior de Marrocos foram clandestinas e ocorreram nas instalações das organizações sindicais e de direitos humanos.